# Cossack (plaats)
Cossack is een plaatsje in de regio Pilbara in West-Australië. Het ligt 1.480 kilometer ten noordnoordoosten van Perth, 50 kilometer ten oosten van Karratha en 14 kilometer ten noorden van Roebourne. Cossack stond eerst bekend als Tien Tsin. Het was de eerste haven in het noordwesten van West-Australië, aan de monding van de rivier Harding, en van levensbelang voor de eerste pioniers en de kolonisatie van het noordwesten.

## Geschiedenis
Voor de Europese kolonisatie leefden de Aborigines van de Jaburrara-taalgroep in het gebied. Reeds in 1628 voer de Nederlander DeWitt met de Vianen langs het kustgebied en op Nederlandse landkaarten verscheen de benaming "De Witt's Land". In 1644 bracht Abel Tasman de hele noordwestkust in kaart. William  Dampier verkende in 1699 de nabijgelegen naar hem vernoemde Dampier-archipel. Na het verlies van Canada in 1873 kregen ook de Fransen interesse en in 1801 deed de expeditie van Nicolas Baudin de westkust aan en bracht deze verder in kaart. Ook de Britten waren op zoek naar strategische en handelsposten in de Indische Oceaan en in 1818 deed de expeditie van Phillip Parker King de noordwestkust van Australië aan met de Mermaid. John Septimus Roe naar wie het plaatsje Roebourne later zou vernoemd worden maakte deel uit van Kings expeditie. Ook Amerikaanse walvisjagers waagden zich vanaf de jaren 1800 in de kustwateren langs de westkust, om naar migrerende bultruggen te vissen. Het kustgebied en binnenland zou echter pas voor het eerst verkend worden door Francis Thomas Gregory in 1861.

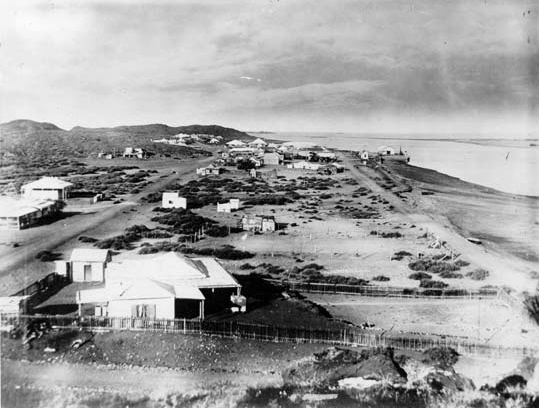
Cossack in 1898

Walter Padbury besloot na de positieve verslagen van de mede door hem gefinancierde expeditie van F.T. Gregory om een schapenstation te vestigen in het noordwesten van West-Australië. Aan boord van de bark Tien Tsin voer hij in 1863 naar het gebied en ging hij aan land nabij de monding van de rivier de Harding, nadat vee ontschepen in de Nickolbaai ondoenbaar was gebleken. De landingsplaats werd Tien Tsin genoemd (naar de bark) maar stond later ook bekend als Port Walcott. Algauw volgden andere pioniers, onder wie William Shakespeare Hall, een lid van Gregory's expeditie die de Andover Station voor Wellard zou beheren, en de Withnells. Emma Withnell was een nicht van F.T. Gregory. Door de lage wolprijzen dienden de pioniers ook andere bronnen van inkomsten aan te boren, waaronder de parelvisserij. Daarbij werden Aborigines ingezet om naar de schelpen te duiken, soms onder dwang. Vanaf 1866 werd Tien Tsin een uitvalsbasis voor parelduikers. In 1866 werd het plaatsje Roebourne officieel gesticht door de eerste magistraat van het noordwesten, Robert J. Sholl.
De eerste aanlegsteiger van Tien Tsin zou in 1868 gebouwd zijn door de heren Harper en Grant maar volgens een andere bron werd de aanlegsteiger pas gebouwd in 1869 door parelduikers. De veetelers hadden in 1869 samen reeds zo'n dertigduizend schapen. In de parelvisserij opereerden tegen 1870 een tachtigtal boten vanuit Tien Tsin met ook duikers uit Japan, de Filipijnen en China. Europese en Aziatische duikers werkten voor een financiële vergoeding maar aboriginesduikers werden in natura betaald en ontvingen kleding, voedsel en tabak. In 1871 bracht de toenmalige West-Australische gouverneur Frederick Weld een bezoek aan het noordwesten wat resulteerde in de eerste wetten betreffende de parelvisserij in de hoop paal en perk te stellen aan uitbuiting en overbevissing. Weld arriveerde aan boord van de HMS Cossack. Tien Tsin werd Cossack hernoemd naar dat schip. Het bestaan en de naam van de havenplaats werden officieel van kracht in 1872. De eerste aanlegsteiger werd in 1875 reeds vervangen door een nieuwe houten aanlegsteiger op een stenen fundament. In 1877 werd een smalspoor aangelegd tussen de haven in Cossack en Roebourne om goederen en personen gemakkelijker van en naar de haven te kunnen vervoeren. De wagons werden door paarden getrokken.
Eind jaren 1870 was er goud gevonden in de Pilbara en in de jaren 1880 kwamen honderden goudzoekers toe in Cossack om er hun geluk te beproeven. De Imported  Labour  Registry  Act uit 1884 veranderde Cossack verder in een multicultureel plaatsje. Tegen 1885 had Cossack een werkplaats, een school waar ook misvieringen plaatsvonden, twee winkels, drie hotels en verschillende private onderkomens. In 1887 werd een vuurtoren op het Jarmaneiland in gebruik genomen die tot 1985 in dienst zou blijven. In 1895 werd een stenen aanlegkaai in gebruik genomen ter vervanging van de twintig jaar oude krakkemikkige houten aanlegsteiger.  Op het einde van de 19e eeuw verplaatste de parelindustrie zich echter door de vondst van nieuwe parelbedden, betere technische mogelijkheden en om economische redenen naar Broome. Een orkaan vernietigde op 4 april 1898 een groot deel van Cossack. Er ontwikkelde zich een nieuw haven aan Point Samson omdat de haven van Cossack verzandde en de mogelijkheden er te beperkt waren. In 1903 bouwde de overheid een 651 meter lange aanlegsteiger aan Point Samson. Van 1909 tot 1913 werd een leprozerie open gehouden nabij Cossack. Chinese zeekomkommersvissers bleven Cossack nog tot in de jaren 1930 als uitvalsbasis gebruiken. Er woonden nog mensen tot na de Tweede Wereldoorlog maar in 1950 was Cossack veranderd in een spookdorp.
Sinds in 1976 een commissie werd opgericht om van Cossack een erfgoedmuseum te maken zijn er al meerdere plannen en studies de revue gepasseerd maar er is nog nooit een beslissing gevallen.

## Cossack Art Awards
In 2017 werd de vijfentwintigste verjaardag van de Cossack Art Awards gevierd. De Cossack Art Awards is een drie weken durend kunstenfestival in Cossack waar een prijzenkaartje van 100.000 AUD aan vast hangt. Het werd in de jaren 1990 in gang gezet door Brian Hoey, de toenmalige conciërge van Cossack. Het wordt georganiseerd door de City of Karratha in samenwerking met Rio Tinto Group.

## Galerij

Historische gebouwen in Cossack
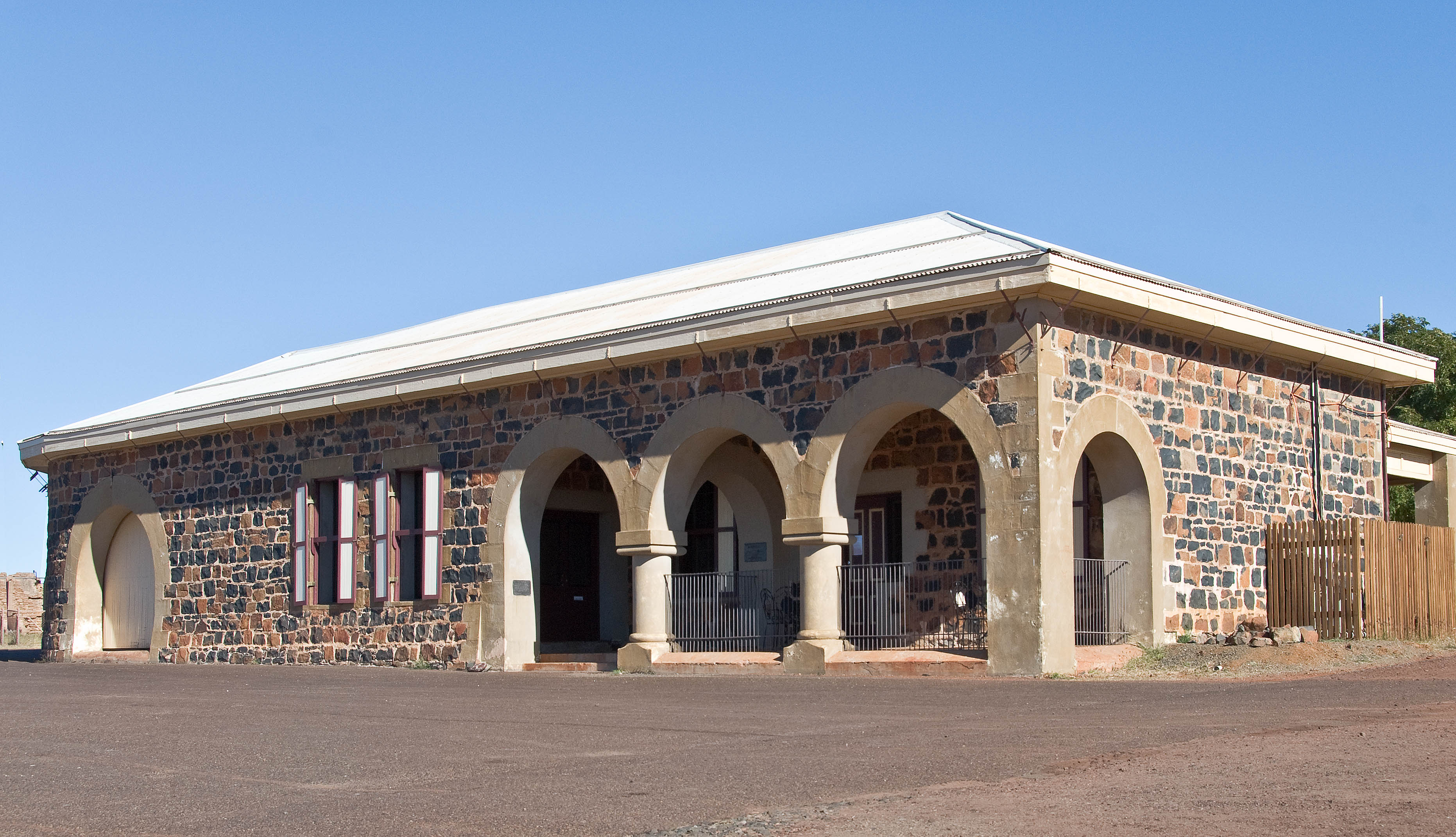
Douanekantoor
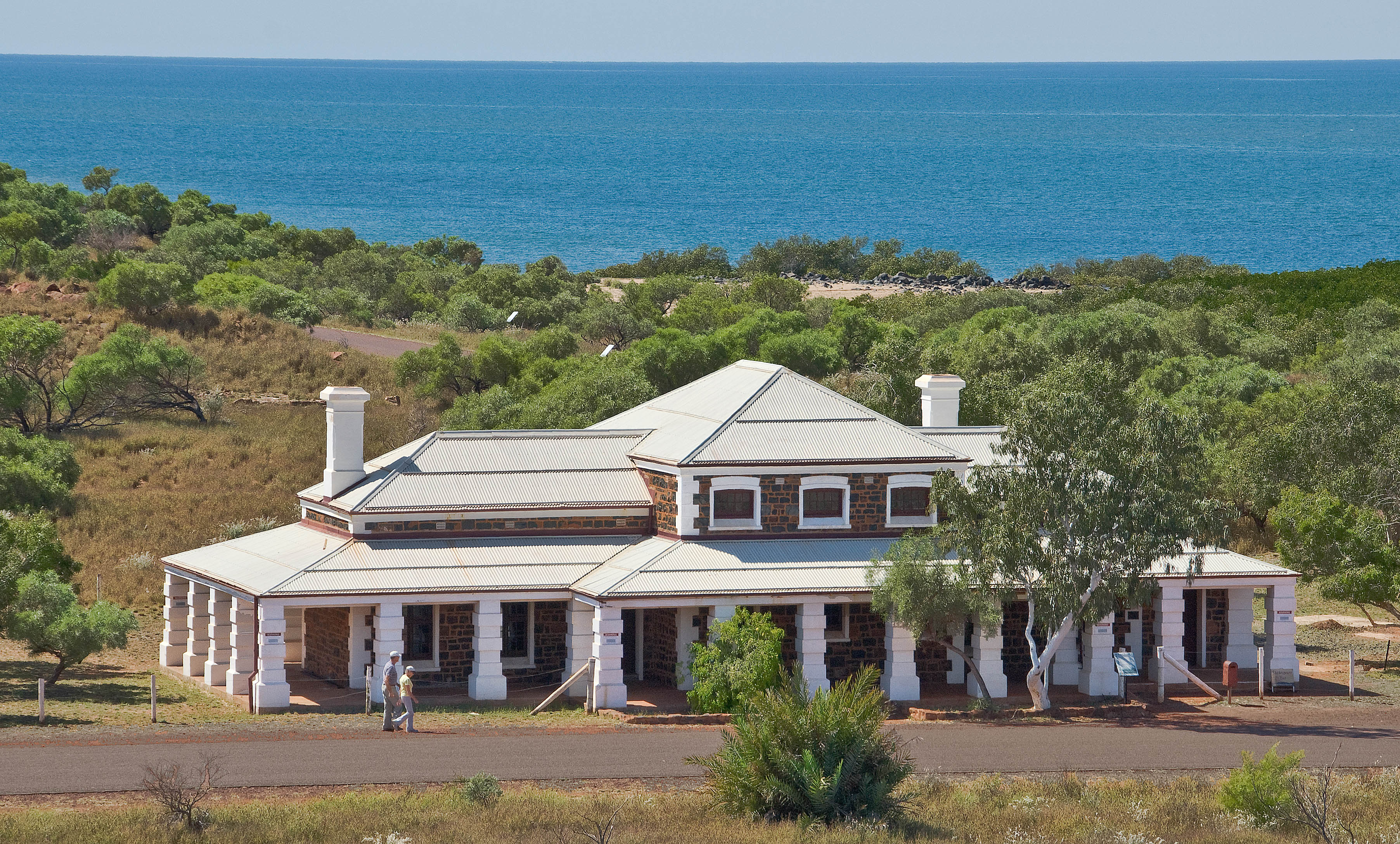
Gerechtsgebouw
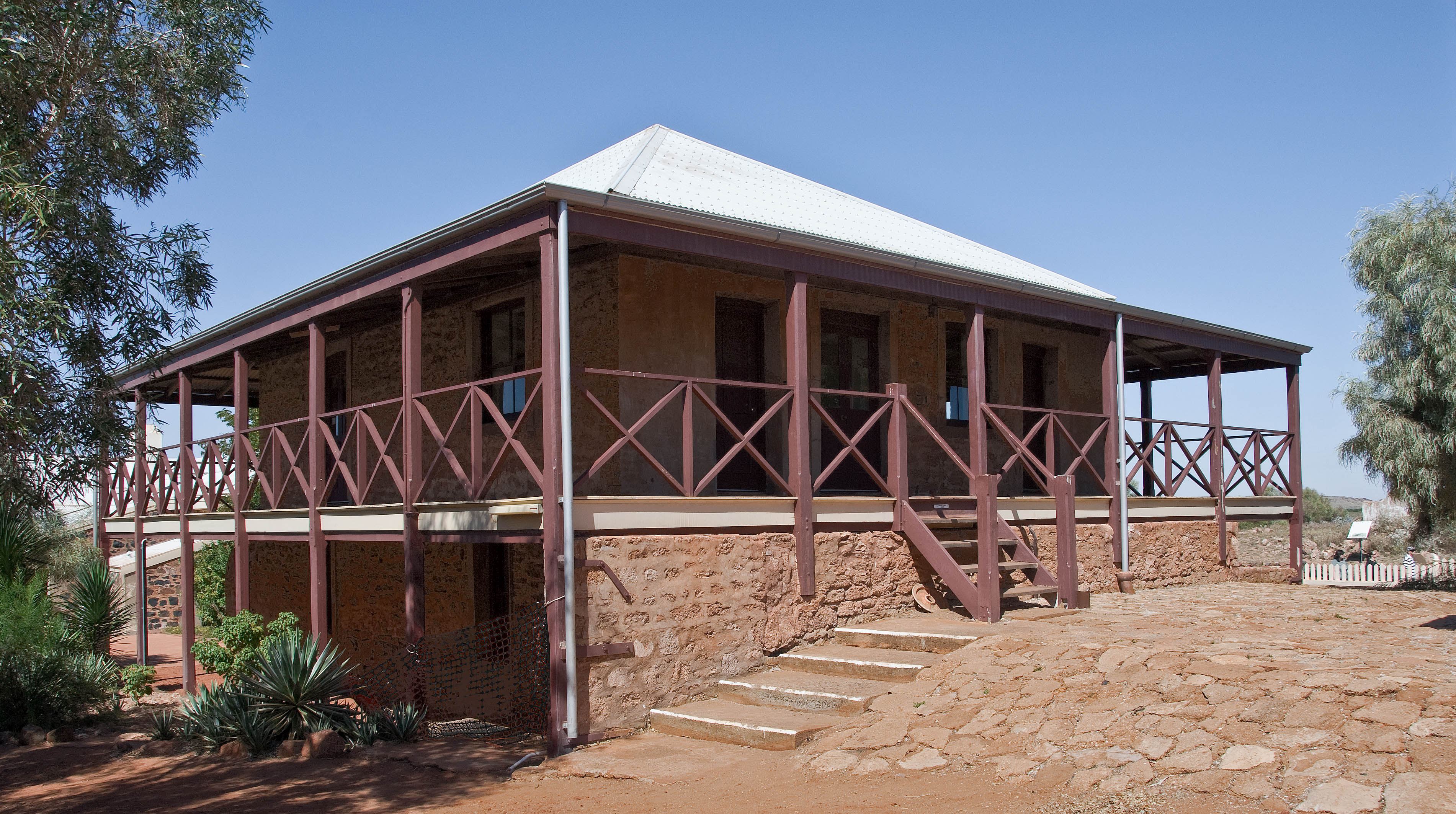
Post- en telegraafkantoor
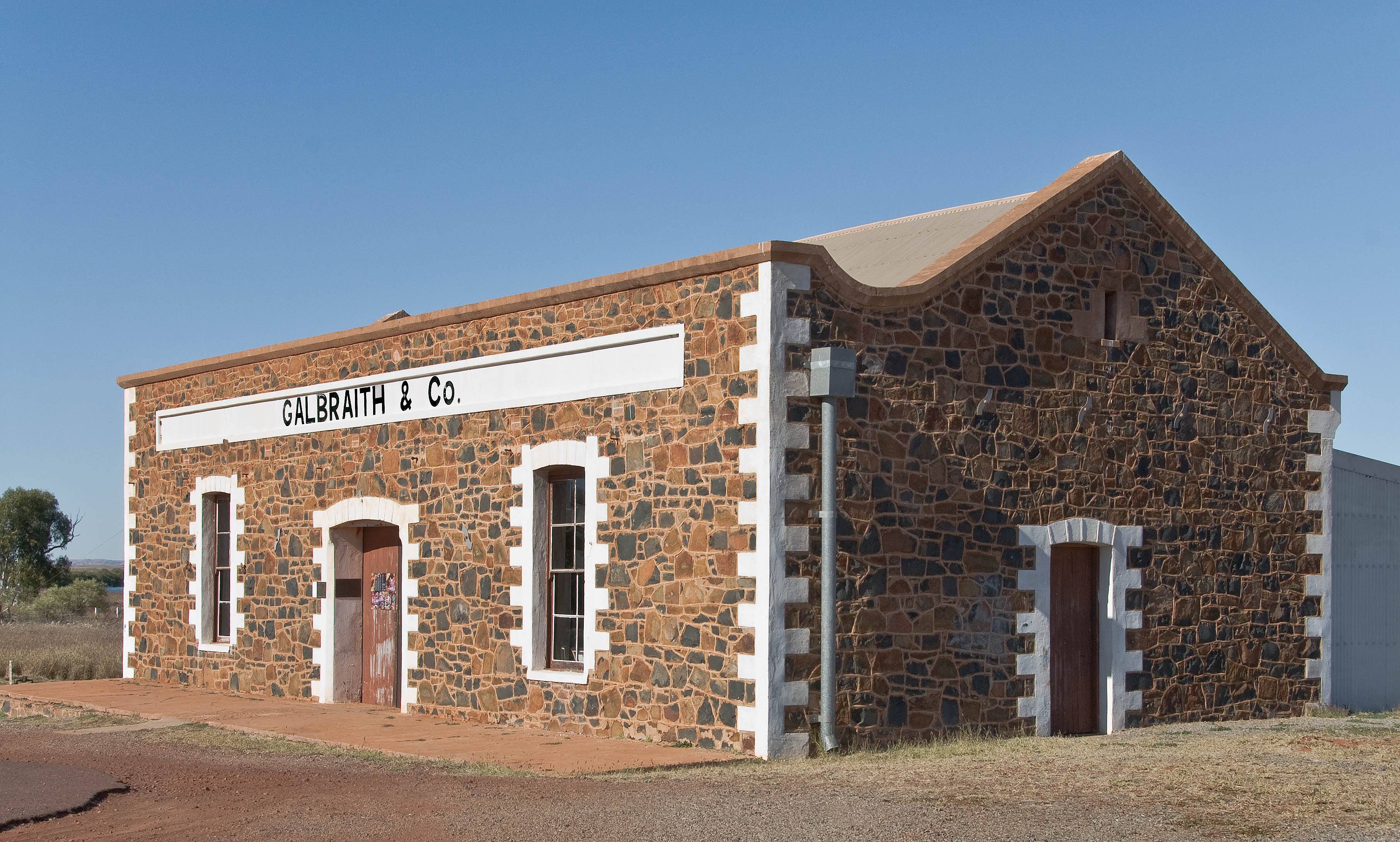
Galbraith's (winkel)
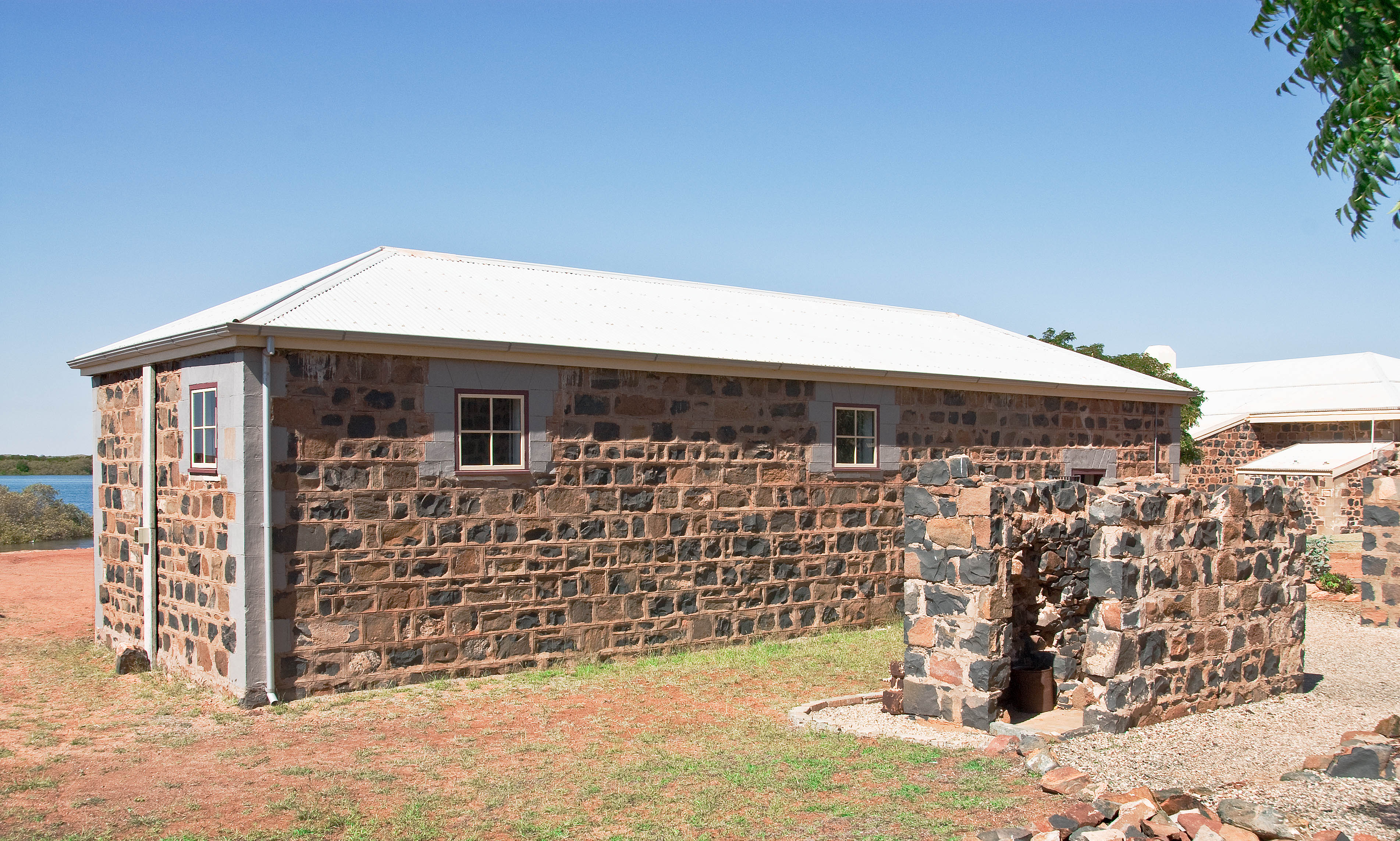
Politiecellen